# Sparapet
Sparapet (in armeno Սպարապետ?) era un grado militare ereditario usato nell'Armenia antica e medievale.
Lo Sparapet era il comandante supremo delle forze armate, l'equivalente dello spahbod dei Parti (cfr. Georgia spaspet: comandante in capo).
Tradizionalmente il titolo era tenuto dalla Casata dei Mamikonian fino a quando si indebolì e fu integrata nell'Impero bizantino, nell'VIII secolo, quando il rango fu adottato dai signori feudali Bagratidi ed Artsruni.
Quello di Sparapet fu un rango importante anche nel Regno armeno di Cilicia.

## Sparapet  attuali
Dopo il suo assassinio, il Primo ministro Armeno Vazgen Sargsyan fu chiamato "lo Sparapet" in alcune canzoni popolari, con riferimento alla sua leadership militare in Karabakh.
Il titolo è usato anche per il “Grand Commander of the Knights of Vartan”, un ordine fraterno americano armeno; il titolo appartenne a Alex Manoogian durante il periodo della sua guida di questa organizzazione.